# Ramzi bin al-Shibh
Ramzī bin al-Shibḥ (in arabo ﺭﻣﺰﻱ ﺑﻦ ﺍﻟﺸﺒﺢ‎?; Ghayl Bawazir, 1º maggio 1972) è un terrorista yemenita.
Considerato un terrorista islamico dal Governo statunitense, è stato uno dei tesorieri di al-Qāʿida e si è occupato in particolare del finanziamento degli attentati dell'11 settembre 2001.

## Biografia
Nato il 1º maggio del 1972 a Ghayl Bawazir (nella provincia yemenita del Hadramawt), Bin al-Shibḥ chiese nel 1995 agli Stati Uniti che gli fosse concesso un visto, ma la sua richiesta fu rifiutata. Si recò allora in Germania, dove chiese asilo politico, affermando di essere un rifugiato politico del Sudan.
Visse ad Amburgo fino al 1997, quando il giudice rifiutò di concedergli lo status di rifugiato politico. Bin al-Shibḥ tornò allora nel Hadramawt, ma poco dopo ricevette dalla Germania un visto, rilasciatogli sotto il suo vero nome. Mentre era in Germania, Bin al-Shibh usava il nome di Ramzī ʿOmar. Nel 1997, Bin al-Shibh incontrò in una moschea Mohamed Atta, il leader della "cellula di Amburgo". Per due anni, Atta e Bin al-Shibh furono coinquilini in Germania.
Dopo l'attentato dell'11 settembre 2001, Bin al-Shibḥ venne arrestato a Karachi (in Pakistan) nel 2002 e divenne parte della trentina di «detenuti fantasmi» che la CIA custodisce nel più stretto segreto nella sua rete di carceri segrete fuori degli Stati Uniti, al fine di sottrarli alle normali procedure giudiziarie del sistema statunitensi, in forza del Patriot Act approvato subito dopo gli attentati del settembre 2001.
In occasione del processo contro Zakariyya Musawi, una deposizione «ricostituita» a partire dai suoi interrogatori, fu letta nel corso di un'udienza. Egli rivelò che aveva finanziato la formazione dei terroristi in vista dell'attentato alle Torri Gemelle e al Pentagono: 35 000 dollari nel febbraio 2001 e un altro versamento di 14 000 dollari in agosto. Egli avrebbe tuttavia dichiarato che giudicava il gruppo prescelto come troppo «instabile» e che avrebbe annullato l'operazione dell'11 settembre se avesse avuto sentore del suo arresto.
Il 23 settembre 2023 un giudice militare della base navale di Guantánamo stabilì che Ramzi bin al-Shibh non fosse nelle condizioni di essere processato e di difendersi in quanto incapace di intendere e di volere a causa delle violenze subite dai servizi segreti statunitensi tra il 2002 e il 2006, che comprommisero definitivamente le sue condizioni psicologiche, causandogli tra le altre cose allucinazioni e un disturbo da stress post traumatico. Secondo il proprio avvocato, Ramzi bin al-Shibh, dopo l'arresto, venne portato nel campo di prigionia di Guantánamo, tenuto in isolamento, privato del sonno, incatenato per giorni e maltrattato.